# In the Mid-Nite Hour
In the Mid-Nite Hour è il quinto album in studio del rapper statunitense Warren G, pubblicato nel 2005.

## Tracce
1. Shhhhh – 0:04
2. On My Mind (11:59 p.m.) (feat. Chevy Jones, Bishop Lamont, Mike Anthony & Bokey) – 3:43
3. Make It Do What It Do (feat. Bishop Lamont) – 3:52
4. In Case Some Shit Go Down (feat. Mike Jones & Frank Lee White) – 3:29
5. I Need a Light (feat. Nate Dogg) – 4:42
6. Get U Down (feat. B-Real & Side Effect) – 3:48
7. A Chronic Break – 0:21
8. Weed Song (feat. Frank Lee White) – 1:58
9. Wheels Keep Spinning – 4:01
10. PYT (feat. Snoop Dogg & Nate Dogg) – 4:05
11. Walk These Streets (feat. Raphael Saadiq) – 3:49
12. Garilla Pimpin (feat. Bishop Lamont) – 4:11
13. Turn It Up Loud (feat. Chuck Taylor) – 3:40
14. In the Mid-Nite Hour (feat. Nate Dogg) – 4:00
15. I Like That There (feat. Bishop Lamont) – 4:00
16. Yes Sir (feat. Snoop Dogg, Bishop Lamont & Frank Lee White) – 3:59
17. Ahh (feat. Bishop Lamont, Frank Lee White & Chuck Taylor) – 4:43
18. All I Ask of You (feat. Frank Lee White, Bishop Lamont & Chevy Jones) – 3:39